# Fynn Fafard
Fynn Alberic Mansbridge-Fafard, född 8 mars 2000 i Lumsden, är en kanadensisk fäktare som tävlar i värja.

## Karriär
Vid panamerikanska mästerskapen 2023 i Lima tog Fafard brons tillsammans med Dylan French, Samuel Gallagher Pelletier och Nicholas Zhang i lagtävlingen i värja. Vid panamerikanska spelen 2023 i Santiago tog han silver tillsammans med Dylan French och Nicholas Zhang i lagtävlingen i värja efter en finalförlust mot USA med en poäng. Vid panamerikanska mästerskapen 2024 i Lima tog Fafard brons individuellt i värja.
Vid panamerikanska mästerskapen 2025 i Rio de Janeiro tog Fafard brons tillsammans med Nicholas Zhang, Ruibo Xiao och Dylan French i lagtävlingen i värja.